# Markus Märtens
Markus Märtens (* 1. Dezember 1962 in Kassel) ist ein deutscher Jurist. Er ist seit dem 1. August 2006 Richter am Bundesfinanzhof.

## Leben und Wirken
Märtens war nach Abschluss seiner juristischen Ausbildung zunächst als Rechtsanwalt tätig. 1996 nahm er seine Tätigkeit als Richter in der ordentlichen Gerichtsbarkeit auf. Von 1998 bis 2001 war er als wissenschaftlicher Mitarbeiter an den Bundesgerichtshof abgeordnet. Märtens ist promoviert.
Das Präsidium des Bundesfinanzhofs wies Märtens dem I. Senat zu, der u. a. für Körperschaft- und Umwandlungssteuerrecht sowie für internationales Steuerrecht zuständig ist.